# 一剣会羽賀道場
一剣会羽賀道場（いちけんかいはがどうじょう、羽賀道場）とは、羽賀準一の没後、園田直を中心とする羽賀の弟子たちによって1966年（昭和41年）に開かれた道場。

## 沿革
太平洋戦争後に、GHQ（連合国軍最高司令官総司令部）の命令により剣道が禁止され、大日本武徳会も解散させられた。そのような戦後の混乱期にも剣道の火を消してはならないと羽賀準一を始めとする一部の剣道家は稽古を続けていた。1952年（昭和27年）10月に全日本剣道連盟が発足し、剣道が文部省の国民体育館（現共立女子大学）を専用道場として朝稽古が開始され、柴田万作、羽賀準一、渡辺敏雄、湯野正憲らが指導にあたっていたが、いつしか羽賀準一を囲む人々が残り、羽賀道場と呼ばれるようになった。
1966年（昭和41年）に羽賀が亡くなると、園田直を中心とする羽賀の弟子たちによって、一剣会羽賀道場が設立され、現在にいたるまで日本武道館第二小道場にて稽古が行われている。現在は、園田直、張東緑の後を継ぎ卯木照邦が第3代会長を務めている。

## 特色
羽賀準一が有信館で中山博道から学んだ神道無念流の影響を強く残し、力を込めた打突を一本としている。そのため、大きく振りかぶってからの一撃を奨励するとともに、現在の剣道では禁止または避けられがちな突き打ち、横面、体当たり、足がらみ、組討ちなどの技が有効である。また、歩み足を用いることで、現代剣道では失われている左右への足捌きを残している。これらの点は、戦前の剣道の稽古を彷彿とさせるものである。形稽古については、神道無念流の形と羽賀が編み出した形を稽古している。
また、剣道と平行して居合（夢想神伝流）を稽古する方針となっており、実際に巻藁を斬る据物斬りも行っている。
海外での稽古活動や山本寛斎の「KANSAI SUPER SHOW アボルダージュ」で居合の演武を行うなど、精力的な活動を行っている。一方で、質の低下を避けるため、支部等を増やすことは消極的である。
東京都練馬区を中心に活動している「日本剣道協会」は、羽賀道場から分かれたものである。

## エピソード
プロ野球選手の王貞治らが羽賀から日本刀での素振りの指導を受けたことは有名である。